# العلاقات الدومينيكانية الميكرونيسية
العلاقات الدومينيكانية الميكرونيسية هي العلاقات الثنائية التي تجمع بين جمهورية الدومينيكان وولايات ميكرونيسيا المتحدة.

## مقارنة بين البلدين
هذه مقارنة عامة ومرجعية للدولتين:
| وجه المقارنة                                              | جمهورية الدومينيكان | ولايات ميكرونيسيا المتحدة |
| --------------------------------------------------------- | ------------------- | ------------------------- |
| المساحة (كم2)                                             | 48.67 ألف           | 702                       |
| عدد السكان (نسمة)                                         | 10.40 مليون         | 105.54 ألف                |
| الكثافة السكانية (ن./كم²)                                 | 213.68              | 15.03 ألف                 |
| العاصمة                                                   | سانتو دومينغو       | باليكير                   |
| اللغة الرسمية                                             | اللغة الإسبانية     | لغة إنجليزية              |
| العملة                                                    | بيزو دومنيكاني      | دولار أمريكي              |
| الناتج المحلي الإجمالي (بليون دولار)                      | 75.93 مليار         | 336.43 مليون              |
| الناتج المحلي الإجمالي (تعادل القوة الشرائية) بليون دولار | 149.89 مليار        | 365.27 مليون              |
| الناتج المحلي الإجمالي الاسمي للفرد دولار أمريكي          | 6.47 ألف            | 3.02 ألف                  |
| الناتج المحلي الإجمالي للفرد دولار أمريكي                 | 13.26 ألف           |                           |
| مؤشر التنمية البشرية                                      | 0.715               | 0.640                     |
| رمز المكالمات الدولي                                      | +1809، +1829، +1849 | +691                      |
| رمز الإنترنت                                              | .do                 | .fm                       |
| المنطقة الزمنية                                           | 00                  |                           |

## منظمات دولية مشتركة
يشترك البلدان في عضوية مجموعة من المنظمات الدولية، منها:
| علم المنظمة | اسم المنظمة                                 | تاريخ انضمام جمهورية الدومينيكان | تاريخ انضمام ولايات ميكرونيسيا المتحدة |
| ----------- | ------------------------------------------- | -------------------------------- | -------------------------------------- |
|             | تحالف الدول الجزرية الصغيرة                 | ?                                | ?                                      |
|             | البنك الدولي للإنشاء والتعمير               | 18 سبتمبر 1961                   | 24 يونيو 1993                          |
|             | يونسكو                                      | 4 نوفمبر 1946                    | 19 أكتوبر 1999                         |
|             | وكالة ضمان الاستثمار متعدد الأطراف          | 7 مارس 1997                      | 11 أغسطس 1993                          |
|             | مؤسسة التمويل الدولية                       | 31 أكتوبر 1961                   | 24 يونيو 1993                          |
|             | مؤسسة التنمية الدولية                       | 16 نوفمبر 1962                   | 24 يونيو 1993                          |
|             | الأمم المتحدة                               | 24 أكتوبر 1945                   | 17 سبتمبر 1991                         |
|             | مجموعة دول أفريقيا والكاريبي والمحيط الهادئ | ?                                | ?                                      |
|             | منظمة حظر الأسلحة الكيميائية                | ?                                | ?                                      |